# Kypello Ellados 2008-2009
La Coppa di Grecia 2008-2009 è stata la 67ª edizione del torneo. La competizione è iniziata il 30 agosto 2008 ed è terminato il 2 maggio 2009. L'Olympiacos ha vinto il trofeo per la ventiquattresima volta, battendo in finale l'AEK Atene.

## Primo turno
Le partite si sono giocate il 30 e il 31 agosto e il 7 settembre 2008.
| Squadra 1               | Risultato         | Squadra 2            |
| ----------------------- | ----------------- | -------------------- |
| Olympiakos Chersonissos | 1 – 2             | Zakynthos            |
| Pyrsos Grevena          | 0 – 0 (4 – 3 dtr) | Agios Dimitrios      |
| Korinthos               | 3 – 0             | Ethnikos Katerini    |
| Anagennisi Arta         | 0 – 1             | Rodos                |
| Doxa Dramas             | 3 – 0             | Enosi Thrakis        |
| Koropi                  | 0 – 0 (4 – 3 dtr) | Eordaikos            |
| Neos Asteras Rethymno   | 1 – 1 (4 – 5 dtr) | PAONE                |
| Nikī Volo               | 2 – 0             | Preveza              |
| Eolikos Mytilenes       | 0 – 1             | Lamia                |
| Chaïdari                | 1 – 0             | Thermaïkos Thermi    |
| Odysseas Anagennisi     | 3 – 2             | Keravnos Keratea     |
| Aias Salamina           | 0 – 1             | Īlioupolī            |
| Agia Paraskevi          | 0 – 1             | Fōkikos              |
| Makedonikos             | 4 – 2             | Anagennīsī Giannitsa |
| Panaitōlikos            | 3 – 0             | Atsalenios Iraklio   |
| Egaleo                  | 0 – 3             | Panachaïkī           |
| Fostiras                | 0 – 0 (5 – 4 dtr) | Panargeiakos         |
| Vyzas                   | 1 – 0             | Ethnikos Filippiada  |

## Secondo turno
Le partite sono state giocate il 16, il 17 e il 18 settembre 2008.
| Squadra 1           | Risultato         | Squadra 2           |
| ------------------- | ----------------- | ------------------- |
| Zakynthos           | 2 – 1             | Pierikos            |
| Pyrsos Grevena      | 1 – 4             | Kallithea           |
| Korinthos           | 1 – 2 (dts)       | Ethnikos Pireo      |
| Rodos               | 0 – 1             | Kavala              |
| Doxa Dramas         | 1 – 2 (dts)       | Agrotikos Asteras   |
| Koropi              | 0 – 0 (3 – 2 dtr) | Ionikos             |
| PAONE               | 0 – 0 (3 – 4 dtr) | Īlisiakos           |
| Nikī Volo           | 1 – 2 (dts)       | PAS Giannina        |
| Lamia               | 2 – 1 (dts)       | Kalamata            |
| Chaïdari            | 2 – 2 (1 – 4 dtr) | GAS Veria           |
| Odysseas Anagennisi | 0 – 2             | Ethnikos Asteras    |
| Īlioupolī           | 2 – 2 (3 – 5 dtr) | Apollōn Kalamarias  |
| Fōkikos             | 0 – 1             | Kerkyra             |
| Makedonikos         | 2 – 1             | Anagennīsī Karditsa |
| Panaitōlikos        | 1 – 1 (4 – 2 dtr) | Olympiakos Volos    |
| Panachaïkī          | 0 – 4             | Kastoria            |
| Fostiras            | 1 – 3 (dts)       | Atromītos           |
| Vyzas               | 0 – 1             | Diagoras            |

## Terzo turno
Le partite sono state giocate il 24 settembre 2008.
| Squadra 1 | Risultato | Squadra 2    |
| --------- | --------- | ------------ |
| Koropi    | 1 – 2     | Atromītos    |
| Kerkyra   | 3 – 0     | PAS Giannina |

## Quarto turno
Le partite sono state giocate il 28, 29 e 30 ottobre e il 11, 12 e 13 novembre 2008.
| Squadra 1          | Risultato         | Squadra 2        |
| ------------------ | ----------------- | ---------------- |
| Zakynthos          | 0 – 2 (dts)       | Panthrakikos     |
| Kallithea          | 1 – 3             | Skoda Xanthi     |
| Ethnikos Pireo     | 0 – 2             | Paniōnios        |
| Kavala             | 0 – 3             | Panathīnaïkos    |
| Agrotikos Asteras  | 1 – 2             | OFI Creta        |
| Īlisiakos          | 1 – 2 (dts)       | AEK Atene        |
| Lamia              | 1 – 2             | Panserraïkos     |
| GAS Veria          | 3 – 1             | Thrasyvoulos     |
| Ethnikos Asteras   | 0 – 2             | Ergotelīs        |
| Apollōn Kalamarias | 0 – 1             | Asteras Tripolīs |
| Makedonikos        | 1 – 2             | PAOK             |
| Panaitōlikos       | 0 – 2             | Larissa          |
| Kastoria           | 2 – 3 (dts)       | Īraklīs          |
| Diagoras           | 2 – 3             | Olympiacos       |
| Atromītos          | 1 – 2             | Arīs Salonicco   |
| Kerkyra            | 0 – 0 (4 – 2 dtr) | Levadeiakos      |

## Ottavi di finale
Le partite sono state giocate il 13, 14, 15, 20, 21 e il 22 gennaio 2009.
| Squadra 1        | Risultato | Squadra 2      |
| ---------------- | --------- | -------------- |
| Ergotelīs        | 0 – 3     | Skoda Xanthi   |
| GAS Veria        | 0 – 0     | Paniōnios      |
| Panthrakikos     | 0 – 4     | Panathīnaïkos  |
| Panserraïkos     | 1 – 0     | Larissa        |
| PAOK             | 0 – 0     | Arīs Salonicco |
| OFI Creta        | 0 – 2     | Olympiacos     |
| AEK Atene        | 1 – 0     | Kerkyra        |
| Asteras Tripolīs | 2 – 0     | Īraklīs        |

Rigiocate
| Squadra 1      | Risultato         | Squadra 2 |
| -------------- | ----------------- | --------- |
| Paniōnios      | 2 - 0             | GAS Veria |
| Arīs Salonicco | 0 – 0 (8 – 9 dtr) | PAOK      |

## Quarti di finale
Le partite sono state giocate il 4, il 18 e il 25 febbraio e il 4 marzo 2009.
| Squadra 1    | Totale      | Squadra 2        | Andata | Ritorno     |
| ------------ | ----------- | ---------------- | ------ | ----------- |
| PAOK         | 1 – 2       | Olympiacos       | 1 – 0  | 0 - 2 (dts) |
| Skoda Xanthi | 2 - 2 (gfc) | AEK Atene        | 2 – 1  | 0 - 1       |
| Paniōnios    | 0 – 2       | Asteras Tripolīs | 0 – 1  | 0 - 1       |
| Panserraïkos | 3 - 2       | Panathīnaïkos    | 0 – 0  | 3 - 2       |

## Semifinali
Le partite sono state giocate il 17 e 24 marzo 2009.
| Squadra 1        | Totale | Squadra 2    | Andata | Ritorno |
| ---------------- | ------ | ------------ | ------ | ------- |
| AEK Atene        | 3 – 1  | Panserraïkos | 3 – 1  | 0 - 0   |
| Asteras Tripolīs | 3 - 4  | Olympiacos   | 2 – 2  | 1 - 2   |

## Finale
| Arbitro: | Kakos (Corfù) |

| |                        | |
| Blanco 4’, 8’ Scocco 90’, 107’ | Marcatori              | 47’, 90+6’ Derbyshire 72’ Dudu Cearense 102’ Galletti                                                                                                  |
| Kafes Blanco Scocco Edinho Majstorović Nsaliwa Saja Pelletieri Georgeas Kafes Blanco Scocco Edinho Majstorović Nsaliwa Saja Pelletieri | Tiri di rigore 14 – 15 | Óscar Dudu Cearense Diogo Domi Đorđević Torosidis Belluschi Nikopolidis Antzas Óscar Dudu Cearense Diogo Domi Đorđević Torosidis Belluschi Nikopolidis |